# Вімаладгармасур'я I
Вімаладгармасур'я I (синг. පළමුවන විමලධර්‍මසූරිය; д/н — 1604) — 4-й магараджа Канді у 1593—1604 роках.

## Життєпис
Походив з роду Дінаджара з корале (округу) Хатара. Син Вірасундари Мудіянсе (відомого також Ґалагода Вірасундара Бандара), раджі Параден'ї. При народженні отримав ім'я Конаппу Бандара. 1583 року разом з батьком сприяв перемозі Раджасінзі, правителю Сітаваки, повалити Караліядде Бандару. Але невдовзі Вірасундара Мудіянсе спробував стати незалежний, зазнав поразки й був страчений. Конаппу Бандара вдалося втекти до португальського Гоа, де він навернувся до католицтва, взявши ім'я Жуан. В подальшому брав участь у військових кампаніях португальців на Цейлоні, зокрема при облозі Коломбо в 1587—1589 роках.
1590 року планувався його шлюб з Катериною (Кусумасанадеві), донькою колишнього кандійського магараджі Караліядде Бандара, але португальці завадили цьому. 1591 року за підтримки португальського загону увійшов до області Канді, де почав повстання проти Раджасінги, завдавши спочатку поразки його міністру Арітта Ківенду, а потім у березні 1592 року самому Раджасінзі в битві під Баланою. Правитель отримав тяжке поранення, від якого помер наступного року.
1593 року оголосив себе магараджею Канді під ім'ям Вімаладгармасур'я I. Новий правитель Сітаваки — Раджасур'я — нічого не зміг протидіяти. Невдовзі опинився в складній ситуації, оскільки португальці зайняли держави Котте і Сінатака, а в Джафні встановили свого васалу. В підсумку лише Канді залишалася вільною. За цим війська на чолі із Педру Лопешом де Соузою зайняли Канді, поставивши на трон Катерину (Кусумасанадеві), яку планували видати за португальського фідалгу, щоб невдовзі конфіскувати державу Канді, тим самим повністю підкорити острів. До того ж португальці вивезли до Гоа Зуб Будди (в подальшому його було знищено). Це все разом викликало невдоволення знаті, у відповідь на що було страчено декілька командувачів сингалів та аристократів. Це мало зворотній ефект — сингали масово стали переходити на бік Вімаладгармасур'ї I, що в цей час діяв у горах партизанськими методами.
6 жовтня 1594 року в битві біля Дантуре (неподалік Канді) Вімаладгармасур'я I завдав нищівної поразки португальському війську на чолі із Педру Лопешом де Соузою. Того ж року відбулася офіційна пишна церемонія сходження на трон Вімаладгармасур'ї I та Катерини (Кусумасанадеві), що стала його дружиною.
Невдовзі відмовився від католицтва та повернувся до буддизму. За цим наказав побудував двоповерховий храм поблизу свого палацу, щоб освятити столицю Канді та схоронити реліквію — Зуб Будди. Водночас відправив посольство до Нандабаїна, імператора Таунгу, щоб той надіслав до Канді досвідчених буддистських ченців. Активно сприяв розвитку землеробства (зокрема сприяв вирощуванню бавовнику), поліпшенню добування коштовного каміння, створення майстерень з виготовлення вогнепальної зброї.
Водночас підтримав потужне повстання на землях колишньої держави Котте на чолі із Едірілле Бандарою, який 1595 року в битві при Падуккі здобув перемогу. Невдовзі Вімаладгармасур'я I визнав Едірілле Бандару магараджею Котте і Сітаваки. Втім 1596 року в битві біля Удаварі зазнав невдачі, що викликало паніку серед його вояків, наслідком чого став розпад армії Едіріле бандари, якого невдовзі схопили та стратили португальці. Цим розгардіяшем скористався Вімаладгармасур'я I, який захопив північні дісавані 9 провінції) колишньої Котте. У відповідь на межі португальці звели систему фортів, що захищали гірські проходи.
Невдовзі домовився з голландським мандрівником Йорісом ван Спілбергеном про союз для боротьби з португальцями. Після цих переговорів адмірал Вібранд ван Варвійк надіслав Себальда де Верта для проведення спільної контратаки проти португальців. Але під час бенкету останній образив дружину Вімаладгармасур'ї I, внаслідок чого де Верта та 47 голландців було вбито.
1602 року в битві під Баланом завдав поразки португальцям, що знову спробували вдертися до держави Канді. 1603 року португальці внаслідок зради захопили фортецю Балан, але невдовзі ласкарі (сінгалоьські найманці) перейшли на бік магараджі. Тому португальський загін відступив до Сітаваку. Помер 1604 року, заповівши трон синові Астані Бандарі.